# Caradrina chinensis
Caradrina chinensis är en fjärilsart som beskrevs av John Henry Leech 1900. Caradrina chinensis ingår i släktet Caradrina och familjen nattflyn, Noctuidae. En underart finns listad i Catalogue of Life, Caradrina chinensis fusca Leech, 1900